# Siaka Stevens

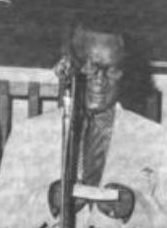
Siaka Stevens (1976)

Siaka Probyn Stevens (* 24. August 1905 in Tolobu, Moyamba; † 29. Mai 1988 in Freetown) war 1967 sowie von 1968 bis 1971 Premierminister und von 1971 bis 1985 Staatspräsident von Sierra Leone.

## Herkunft und Familie
Stevens stammte aus dem Süden des Landes. Sein Vater James Tibin Stevens, ein ehemaliger Soldat der West African Frontier Force und späterer Ladeninhaber, gehörte zum Volk der Limba und war Christ, seine Mutter Miatah, geb. Massaquoi, war eine muslimische Vai. Siaka Stevens heiratete 1940 Rebecca Stevens (1908–1990), deren Temne/Susu-Abstammung ihm zusammen mit der Herkunft seiner Eltern eine hohe Anpassungsfähigkeit in ethnischen Fragen verlieh, was ein wichtiger Faktor seiner politischen Karriere war. Sie hatten fünf Töchter und sieben Söhne. Stevens war zudem durch eine traditionelle Zeremonie mit der Fula Fatmata Binta Jalloh liiert.

## Frühe Jahre
Stevens trat nach seiner Schulzeit an der Albert Academy in Freetown 1923 der Polizei bei. 1931 bis 1946 arbeitete er als Verwaltungsangestellter an der Eisenbahnlinie zwischen dem Hafen von Pepel und den Eisenerzminen von Marampa. 1943 war er Mitbegründer der Bergarbeitergewerkschaft United Mine Workers Union und war bis 1958 deren Generalsekretär. Mitglied der Territorialversammlung des britischen Protektorats wurde er 1946. 1947 erhielt er ein Stipendium für das Ruskin College der University of Oxford.

## Politiker
Nach seiner Rückkehr aus England ging er in die Politik und war 1951 Mitbegründer der Sierra Leone People's Party (SLPP) und wurde Mitglied des Legislativrates, in dem die Partei bis zur Unabhängigkeit des Landes 1961 stets die Mehrheit hatte. 1952 wurde er Minister für Arbeit und Bergbau. 1957 wurde er in das Repräsentantenhaus gewählt, verlor den Sitz aber wegen einer Wahlanfechtung sofort wieder. Streit mit der Führung der SLPP führte dazu, dass er die Partei People's National Party (PNP) gründete, deren Generalsekretär und stellvertretender Vorsitzender er wurde. 1959 nahm er an den Gesprächen über die künftige Unabhängigkeit Sierra Leones in London teil. Als einziges Delegationsmitglied verweigerte er der getroffenen Vereinbarung seine Unterschrift wegen des darin enthaltenen Verteidigungspaktes zwischen beiden Ländern. Ein zweiter Grund war, dass die Regierung Sierra Leones, mit der er gebrochen hatte, keine Neuwahlen vor der Unabhängigkeit wünschte. Letzteres nahm ihm die Möglichkeit, selber an die Regierung zu kommen. Nach der Rückkehr von diesen Gesprächen wurde er aus seiner PNP ausgeschlossen und gründete die Elections before Independence Movement (EBIM), aus der später der All People's Congress (APC) hervorging.
Er nutzte die Entfremdung einiger Stämme mit der weiterhin regierenden SLPP und konnte durch eine Allianz mit der Sierra Leone Progressive Independence Mouvement (EBIM) seinen APC bei den Wahlen von 1962 – den ersten nach der Unabhängigkeit 1961 – als führende Kraft der Opposition etablieren. Später wurde er zum Bürgermeister von Freetown gewählt.
Während Stevens in der Bevölkerung großen Rückhalt genoss, wurde insbesondere nach seinem Tod von einer Zeit der  „Diktatur“ und des „Amtsmissbrauchs“ gesprochen. Er galt als „schroff“', „freundlich“, „zugänglich“ und als „pragmatischer Sozialist“. Zudem sei Stevens einer der wenigen Staatsoberhäupter in Afrika gewesen, der seine Macht freiwillig abgab.

### Premierminister
Nach den Wahlen vom 17. Mai 1967 war er am Ziel. Sein APC hatte die Wahl gewonnen und Stevens war als Premierminister vorgesehen. Wenige Tage später fand ein Militärputsch statt und er wurde zunächst inhaftiert und ging dann ins Exil.
Ein weiterer Putsch führte dazu, dass er zurückkehren konnte und am 26. April 1968 wieder das Amt des Premierministers einnahm. Im September 1970 verhängte er den Ausnahmezustand, eine weitere Maßnahme war die Verstaatlichung der Diamantenminen. Nach Einführung der Republik durch eine Verfassungsänderung am 19. April 1971 wurde er am 21. April erster Präsident Sierra Leones.

### Präsident
Bei den Wahlen von 1973 erhielt sein APC alle Sitze im Repräsentantenhaus, da die SLPP die Wahlen boykottiert hatte. Seine Wiederwahl zum Präsidenten 1976 durch das Parlament war deshalb reine Formsache. Am 12. Juni 1978 wurde Stevens’ Entwurf einer neuen Verfassung in einem Referendum mit offiziell 97,1 % der Stimmen gebilligt, wodurch sein APC nunmehr Einheitspartei des Landes war.
Innenpolitisch wurden seiner Regierung Korruption und bescheidene Kompetenz bei der Lösung der wirtschaftlichen Probleme vorgeworfen. Mehrere Putschversuche und Attentate scheiterten.
Außenpolitisch setzte er sich für die Bewegung der Blockfreien Staaten und die afrikanische Einheit ein. Vom 1. Juli 1980 an war er für ein Jahr Vorsitzender der Organisation für Afrikanische Einheit. Daneben engagierte er sich für die Mano River Union mit Liberia und später auch Guinea, deren Bedeutung, wie bei den meisten dieser Organisationen, eher symbolisch war.
Stevens trat am 28. Oktober 1985 von seinem Amt zurück, sein Nachfolger wurde als einziger Kandidat der von ihm gewünschte Generalmajor Joseph Saidu Momoh. Stevens soll bei Amtsende ein Privatvermögen von 500 Millionen US-Dollar angehäuft haben.